# Tamara Stuparich De La Barra
Tamara Stuparich De La Barra ist eine US-amerikanische Filmproduzentin, die neben ihrer Produzententätigkeit auch in anderen Positionen im Filmgeschäft mitwirkt.
So hatte sie bereits jeweils einen Cameo-Auftritt in zwei Filmen, bei denen sie auch als Ausführende Produzentin bzw. Associate Producer im Einsatz war. Beim im Jahre 2000 veröffentlichten Kurzfilm Crumbs war sie zum ersten und bisher (Stand: Juli 2012) auch einzigen Mal in ihrer Karriere als Regisseurin, Drehbuchautorin und Filmeditorin im Einsatz. Des Weiteren war sie bereits bei verschiedenen Filmproduktionen als Creative Executive im Einsatz bzw. agierte als Assistentin von Mark Damon hinter den Kulissen von The I Inside – Im Auge des Todes, bei dem Damon ausschließlich als Produzent agierte. Bereits in den Jahren davor gehörte Stuparich De La Barra der Produktionsfirma MDP Worldwide (Mark Damon Productions Worldwide) an und agierte dabei mehrfach in Zusammenarbeit mit dem preisgekrönten Schauspieler und Filmproduzenten, unter anderem als Repräsentantin der Firma bei der Produktion von 11:14.

## Leben
Nach ihrem Abschluss an der University of California, Los Angeles, wo sie den Zweig „Film und Fernsehen“ absolvierte, kam Stuparich De La Barra in Kontakt mit verschiedenen Produktionsfirmen und arbeitete schließlich, nachdem sie bereits im Jahr 2000 bei einem nicht wirklichen namhaften Kurzfilm mit dem Titel Crumbs als Regisseurin, Drehbuchautorin und Editorin in Erscheinung trat, mit dem berühmten Mark Damon zusammen. In dessen eigener Produktionsfirma MDP Worldwide arbeitete sich die UCLA-Absolventin im Laufe der Jahre stetig hoch und wurde schließlich mit Ende Januar 2003 zum Director of Acquisitions befördert. Ihre erste wirklich nennenswerte Tätigkeit im Film hatte sie schließlich 2003 bei der Produktion von Greg Marcks’ Spielfilmdebüt 11:14, wo sie als Repräsentantin von MDP Worldwide in Erscheinung trat. Zudem arbeitete Stuparich De La Barra zu dieser Zeit eng mit der Indie-Filmproduktionsfirma Media 8 Entertainment zusammen und war für diese bei zahlreichen namhaften Produktionen im Einsatz, darunter ebenfalls 2003 als eine der Führungskräfte bei der Produktion von Monster. Im nachfolgenden Jahr arbeitete sie als persönliche Assistentin von Mark Damon hinter den Kulissen von The I Inside – Im Auge des Todes, wo Damon ausschließlich als Produzent tätig war. In den folgenden zwei Jahren war Stuparich De La Barra nahezu ausschließlich als Creative Executive tätig und arbeitete dabei für Media 8 Entertainment an den Produktionen von An deiner Schulter, Havoc, Running Scared und Man About Town.
Noch 2005 kam sie als Associate Producer beim Film Lovewrecked – Liebe über Bord zum Einsatz, ihre erste nennenswerte Tätigkeit als aufstrebende Produzentin. Außerdem hatte Stuparich De La Barra in Lovewrecked – Liebe über Bord noch einen weiteren Einsatz zu verbuchen, so kam sie im Film zu einem Cameo-Auftritt, wo sie eine Reporterin mimte. In den Jahren danach arbeitete sie abwechselnd als Co-Produzentin und Associate Producer, war aber dennoch weiterhin an verschiedenen international bekannten Filmen beteiligt. So war sie beim 2007 veröffentlichten Horrorfilm Captivity von Roland Joffé als Co-Produzentin im Einsatz und arbeitete nur ein Jahr darauf beim nächsten Horrorfilm, dem Remake von Larry Cohens Die Wiege des Bösen von 1974, dem Film It’s Alive von Josef Rusnak, erneut als Associate Producer. In Peter Hyams Gegen jeden Zweifel aus dem Jahr 2009 war Stuparich De La Barra daraufhin erneut als Co-Produzentin tätig. Noch im selben Jahr wurde auch Universal Soldier: Regeneration von John Hyams, der Sohn von Peter Hyams, veröffentlicht, bei dem Peter Hyams eigens für seinen Sohn als Kameramann arbeitete und Stuparich De La Barra als Associate Producer vertreten war. Nach dem Film mit Jean-Claude Van Damme und Dolph Lundgren war sie 2011 bei Matthew Chapmans The Ledge – Am Abgrund erstmals als Ausführende Produzentin aktiv. Diese Tätigkeit hatte sie im gleichen Jahr auch noch in Rob Minkoffs Flypaper – Wer überfällt hier wen? inne, sowie im für 2012 zur Veröffentlichung vorgesehenen Spielfilm Blind von Richard Loncraine.
Stuparich De La Barra ist Präsidentin und Chief Operating Officer (COO) von Foresight Unlimited, einer der führenden Independent-Filmproduktions- und Vertriebsfirmen weltweit, bei der ihr langjähriger Partner Mark Damon unter anderem auch als Gründer und CEO vertreten ist.

## Filmografie
als Produzentin
- 2005: Lovewrecked – Liebe über Bord (Love Wrecked) (Associate Producer)
- 2007: Captivity (Co-Produzentin)
- 2008: It’s Alive (Associate Producer)
- 2009: Gegen jeden Zweifel (Beyond a Reasonable Doubt) (Co-Produzentin)
- 2009: Universal Soldier: Regeneration (Associate Producer)
- 2011: The Ledge – Am Abgrund (The Ledge) (Ausführende Produzentin)
- 2011: Flypaper – Wer überfällt hier wen? (Flypaper) (Ausführende Produzentin)

als Schauspielerin
- 2005: Lovewrecked – Liebe über Bord (Love Wrecked)
- 2011: Flypaper – Wer überfällt hier wen? (Flypaper)

als Regisseurin, Drehbuchautorin und Filmeditorin
- 2000: Crumbs (Kurzfilm)

in anderen Tätigkeiten
- 2003: 11:14
- 2003: Monster
- 2004: The I Inside – Im Auge des Todes (The I Inside)
- 2005: An deiner Schulter (The Upside of Anger)
- 2005: Havoc
- 2006: Running Scared
- 2006: Man About Town